# Kirsty Gunn
Kirsty Gunn, née en 1960 à Wellington, est une écrivaine néo-zélandaise.

## Biographie
Kirsty Gunn a commencé ses études à l'université Victoria de Wellington avant de venir en Angleterre à l'université d'Oxford pour son Master de philosophie. Elle débute ensuite une carrière de journaliste pigiste à Londres. Elle publie son premier roman Rain en 1994, pour lequel elle obtient le London Arts Board Literature Award. Cette œuvre inspirera plus tard la chorégraphe belge Anne Teresa De Keersmaeker pour sa chorégraphie homonyme Rain (2001) et la réalisatrice Christine Jeffs qui en fera une adaptation au cinéma avec le film Rain (2001). Elle publie également des anthologies de littérature et de poésie.
Kirsty Gunn vit à Édimbourg en Écosse. Elle est marraine de la Katherine Mansfield Society, association littéraire fondée par la chercheuse Gerri Kimber, et contribue à la faire connaître ainsi que l'héritage littéraire de la nouvelliste moderniste Katherine Mansfield.

## Œuvre
Les dates correspondent à la publication originale en anglais, les traductions en français ont paru aux éditions Christian Bourgois.
- 1994 : Rain [Pluie  (ISBN 2-267-01348-7)]
- 1997 : The Keepsake (Histoire aux yeux pales  (ISBN 2-267-01441-6))
- 1999 : This Place You Return To Is Home (Le Pays où l'on revient toujours  (ISBN 2-267-01488-2))
- 2002 : Featherstone (Featherstone  (ISBN 2-267-01656-7))
- 2006 : The Boy and the Sea (Le Garçon et la Mer  (ISBN 978-2-267-01901-8))
- 2007 : 44 Things (44  (ISBN 978-2-267-01902-5))
- 2012 : The Big Music (La Grande Musique  (ISBN 978-2-267-02627-6))